# Condado de Pradera
El Condado de Pradera es un título nobiliario español creado por Francisco Franco el 18 de julio de 1949, con carácter póstumo, a favor de Juan Víctor Pradera y Larumbre.

## Denominación
La denominación de la dignidad nobiliaria refiere al apellido paterno, por lo que fue universalmente conocida la persona a la que se le otorgó, a título póstumo, dicha merced nobiliaria.

## Carta de otorgamiento
El título nobiliario se le otorgó: 

Don Víctor Pradera Larumbe, figura relevante de la Tradición, luchador infatigable por la unidad de la Patria, vilmente asesinado por el nacionalismo separatista.
Decreto de 1 de julio de 1949. Publicado en el BOE número 199, el mismo día.

## Condes de Pradera
| Orden                         | Titular                             | Periodo                       |
| Creación por Francisco Franco | Creación por Francisco Franco       | Creación por Francisco Franco |
| ----------------------------- | ----------------------------------- | ----------------------------- |
| I                             | Juan Víctor Pradera y Larumbre      | 1949 (póstumo)                |
| II                            | Víctor Alejandro Pradera y Gortázar | 1955-1968                     |
| III                           | Víctor Pradera Gómez                | 1971-actual titular           |

## Historia de los condes de Pradera
- Juan Víctor Pradera y Larumbre (1872—1936), I conde de Pradera, fue un Abogado, Ingeniero de Caminos, Canales y Puertos y político carlista navarro, diputado a Cortes por Guipúzcoa (1899-1903), por Navarra (1918-1919), y por Actividades de vida nacional (1927-1929).[3] Su ideario tradicionalista, giraba en torno de la unidad de España y una concepción corporativa de la sociedad. Siguió a Juan Vázquez de Mella en la fundación del Partido Católico Tradicionalista, escisión carlista que se volvería a integrar en 1931 en la Comunión Tradicionalista. Murió asesinado en la retaguardia republicana, el 6 de septiembre de 1936, en San Sebastián, mientras perdonaba a sus asesinos: «Os perdono a todos, como Cristo perdonó en la cruz. Éste es el Camino, la Verdad y la Vida. Vosotros me matáis y Él me hace inmortal; volveos a Él y os salvaréis»; mientras le apuntaban los fusiles, sus últimas palabras fueron: «¡Padre, perdónales, que no saben lo que hacen!».[4]

Casó con María Ortega y Tercero. Le sucedió, por carta de sucesión de 18 de febrero de 1955, su nieto paterno:
- Víctor Alejandro Pradera y Gortázar (1931-accidente de automóvil, 2 de agosto de 1968), II conde de Pradera, Abogado y Diplomático, entre otros puestos su último el de cónsul de España en Luxemburgo,[7] hermano del escritor y abogado Francisco Javier Pradera y Gortázar.

Casó con Ana Gómez Mendoza, Doctora en Medicina y Premio Extraordinario de Carrera, con quien tuvo tres hijos. Le sucedió, por carta de sucesión de 19 de noviembre de 1971, su hijo:
- Víctor Pradera Gómez, III conde de Pradera.[8]